# جويل لي برينر
جويل لي برينر (بالإنجليزية: Joel Lee Brenner)‏ هو رياضياتي أمريكي، ولد في 8 أغسطس 1912 في بوسطن في الولايات المتحدة، وتوفي في 14 نوفمبر 1997 في بالو ألتو في الولايات المتحدة.